# Bani Fiz
Bani Fiz – wieś w Egipcie, w muhafazie Asjut. W 2006 roku liczyła 17 618 mieszkańców.